# 国家防災庁 (インドネシア)
国家災害対策庁（こっかさいがいたいさくちょう、インドネシア語: Badan Nasional Penanggulangan Bencana ; BNPB、英語: National Agency for Disaster Countermeasure）は、インドネシアの行政機関である。
長官-事務次官-担当各局が置かれ、中央省庁職員と専門家とで構成された管理運営委員会が長官に対して防災に関する勧告を行う仕組みになっている。

## 概要
- 2004年12月のスマトラ島沖地震及び津波・2005年3月のスマトラ島地震・2006年5月のジャワ島中部地震が発生。これをきっかけに2007年に防災法第24号が制定。2008年3月に国家防災庁を設立。
- 長官・管理運営委員会・実施機関の構造で、管理運営委員会は長官を責務として10の政府機関の職員と9つの専門家が構成[2]。